# Ghostbusters II (computerspel)
Ghostbusters II is een videospel gebaseerd op de gelijknamige film. Het spel werd uitgebracht door Activision in 1989 voor de Amiga, Amstrad CPC, Atari 2600, Atari ST, Commodore 64 en PC. Een speciale versie getiteld "NEW" Ghostbusters II verscheen een jaar later voor de Gameboy en NES.

## Achtergrond
De verschillende versies van het spel verschillen onderling in graphics en geluid. De PC-versie vertoont wel de grootste verschillen ten opzichte van de andere versies daar deze ontwikkeld is door Dynamix, terwijl alle andere versies uit 1989 zijn ontwikkeld door Foursfield.
De levels van het spel zijn gebaseerd op de verschillende scènes van de film. Zo bestuurt de speler Ghostbuster Raymond Stantz als hij afdaalt in de Van Horne metrotunnel, en moet met het Vrijheidsbeeld door New York naar het museum lopen. Het laatste level speelt zich af in het museum, waar de speler de rol van een van de vier Ghostbusters kan aannemen om de strijd aan te gaan met Vigo the Carpathian. Dit laatste level is gemaakt in een isometrisch 3D-perspectief. De Ghostbusters gebruiken hun proton packs en slijmspuiters als wapen. In het level met het vrijheidsbeeld dient de toorts van het beeld als wapen.
In de NES en Gameboy-versie bestuurt de speler voortdurend 1 Ghostbuster, maar kan ook een tweede Ghostbuster kiezen die als NPC de speler overal volgt. De teamcombinatie heeft geen invloed op de gameplay.

## Platforms
| Jaar | Platform                                                          |
| ---- | ----------------------------------------------------------------- |
| 1989 | Amiga, Amstrad CPC, Atari ST, Commodore 64, DOS, MSX, ZX Spectrum |
| 1990 | NES, Game Boy                                                     |
| 1992 | Atari 2600                                                        |

## Ontvangst
| Beoordeeld door                       | Platform    | Datum            | Score |
| ------------------------------------- | ----------- | ---------------- | ----- |
| The Games Machine (GB)                | Amiga       | januari 1990     | 87%   |
| Nintendo Acción                       | Game Boy    | 1993             | 85%   |
| CU Amiga                              | Amiga       | januari 1990     | 84%   |
| Computer and Video Games (CVG)        | ZX Spectrum | september 1991   | 82%   |
| Joystick (Frans)                      | Amstrad CPC | januari 1990     | 80%   |
| Génération 4                          | Game Boy    | december 1990    | 80%   |
| Amiga Joker                           | Amiga       | januari 1990     | 71%   |
| The Video Game Critic                 | NES         | 15 augustus 2009 | 67%   |
| Your Sinclair                         | ZX Spectrum | januari 1990     | 62%   |
| Computer and Video Games (CVG)        | NES         | maart 1991       | 61%   |
| VideoGame                             | NES         | april 1991       | 60%   |
| Mean Machines                         | NES         | februari 1991    | 57%   |
| NES Player                            | NES         | 2001             | 50%   |
| Power Play                            | NES         | mei 1991         | 45%   |
| Power Play                            | Atari ST    | januari 1990     | 43%   |
| Amiga User International              | Amiga       | januari 1990     | 40%   |
| Power Play                            | Game Boy    | februari 1991    | 40%   |
| Power Play                            | DOS         | maart 1990       | 30%   |
| ACE (Advanced Computer Entertainment) | Atari ST    | januari 1990     | 25%   |
| 1UP!                                  | NES         | 5 augustus 2005  | 25%   |
| Video Games                           | NES         | juni 1991        | 19%   |